# Egon Spengler
Egon Spengler es un personaje ficticio de la franquicia de cine y televisión Los cazafantasmas, apareciendo tanto en las dos primeras películas como en la serie de animación The Real Ghostbusters y su secuela Extreme Ghostbusters.

## Biografía
Egon nació en Ohio y, según la serie animada, cuando niño fue asustado por el Espantaniños lo que quizás lo llevó a interesarse en lo paranormal. Es un físico nuclear y un parapsicólogo, y su pensamiento es el más científico de todos. Cabe destacar que en el videojuego de los Cazafantasmas, se menciona que también fue un médico forense. Además, en la película "Cazafantasmas II" procede a examinar clínicamente al bebé argumentando: "No hay de qué preocuparse, es sólo una exploración médica de rutina" y al terminar comenta a Ray: "Quisiera realizar una exploración ginecológica en la madre" y Ray responde:"¡Y quién no!" todo lo cual hace pensar que además es médico. Junto con Ray Stantz desarrolló el equipo de los Cazafantasmas. Aunque sea sumamente científico también es bien versado en ocultismo, y sabe consultar mejor que nadie la Guía de los Espíritus de Tobin, especie de grimorio paranormal. Esto puede explicarse por el hecho -establecido en la serie- de que tiene ancestros que se dedicaron a la magia y la brujería como Elìas y Ezequiel Spengler.
Después de los hechos de Nueva York, salió huyendo llevándose consigo el ecto1 así como todas las trampas y equipo de protones, asegurando que Gozer volvería a lo que nadie le creyó y lo juzgaron de demente.
Después de tenderle una trampa a Gozer en su granja en Summerville, Oklahoma la cual no funcionó, muere de un infarto a la edad de 77 años no sin antes ocultar en secreto una trampa para fantasmas ocupada por uno de los guardianes de Gozer, para así evitar que regrese al mundo y se apodere de él.

## Personalidad
Egon es tímido, taimado e introvertido, con gran dificultad de socialización. Aunque la secretaria y cazafantasmas honoraria Janine Melnitz está enamorada de él, este rechaza sus acercamientos románticos constantemente -aunque a lo largo de la evolución de la serie, Egon gradualmente se relaciona sentimentalmente con Janine hasta el punto de convertirse en algo parecido a una pareja formal-. 
Mientras que en la película tiene un papel menos protagonista que Peter Venkman, Egon adquirió protagonismo en la serie animada durante la cual, entre otras cosas, fue enviado a otra dimensión, fue poseído por un demonio, intercambio mentes con Moquete, comenzó a rejuvenecer hasta casi desaparecer, adoptó al dragón que su ancestro había convocado, y un largo etc. 
En la serie secuela de los Cazafantasmas, Extreme Ghostbusters, Egon fue el único de los cazafantasmas originales que permaneció vigente. 
En las películas de los cazafantasmas es interpretado por Harold Ramis y su voz en las series animadas la presta Maurice LaMarche.